# Stadio Grbavica
Lo stadio Grbavica (in serbo-croato Stadion Grbavica, in bosniaco Stadion Grbavica) è uno stadio calcistico situato nell'omonimo quartiere di Grbavica, a Sarajevo. È lo stadio di casa dello Željezničar, una delle principali squadre della Bosnia ed Erzegovina che ne detiene la proprietà

## Storia
La costruzione del Grbavica iniziò nel 1949 ad opera del club sportivo SD Željezničar.
Il progetto fu approvato dalle autorità locali nonostante la presenza di altri terreni di gioco nella città, tra cui il nuovo stadio Koševo (oggi stadio Asim Ferhatović Hase). Tuttavia, a differenza del Koševo che era stato costruito con un generoso apporto statale, alla costruzione del Grbavica erano state destinate minori risorse umane. 
L'inaugurazione avvenne il 13 settembre 1953 con la sfida valida per la seconda serie jugoslava tra Željezničar e Šibenik, vinta dalla squadra di casa con il punteggio di 4-1.

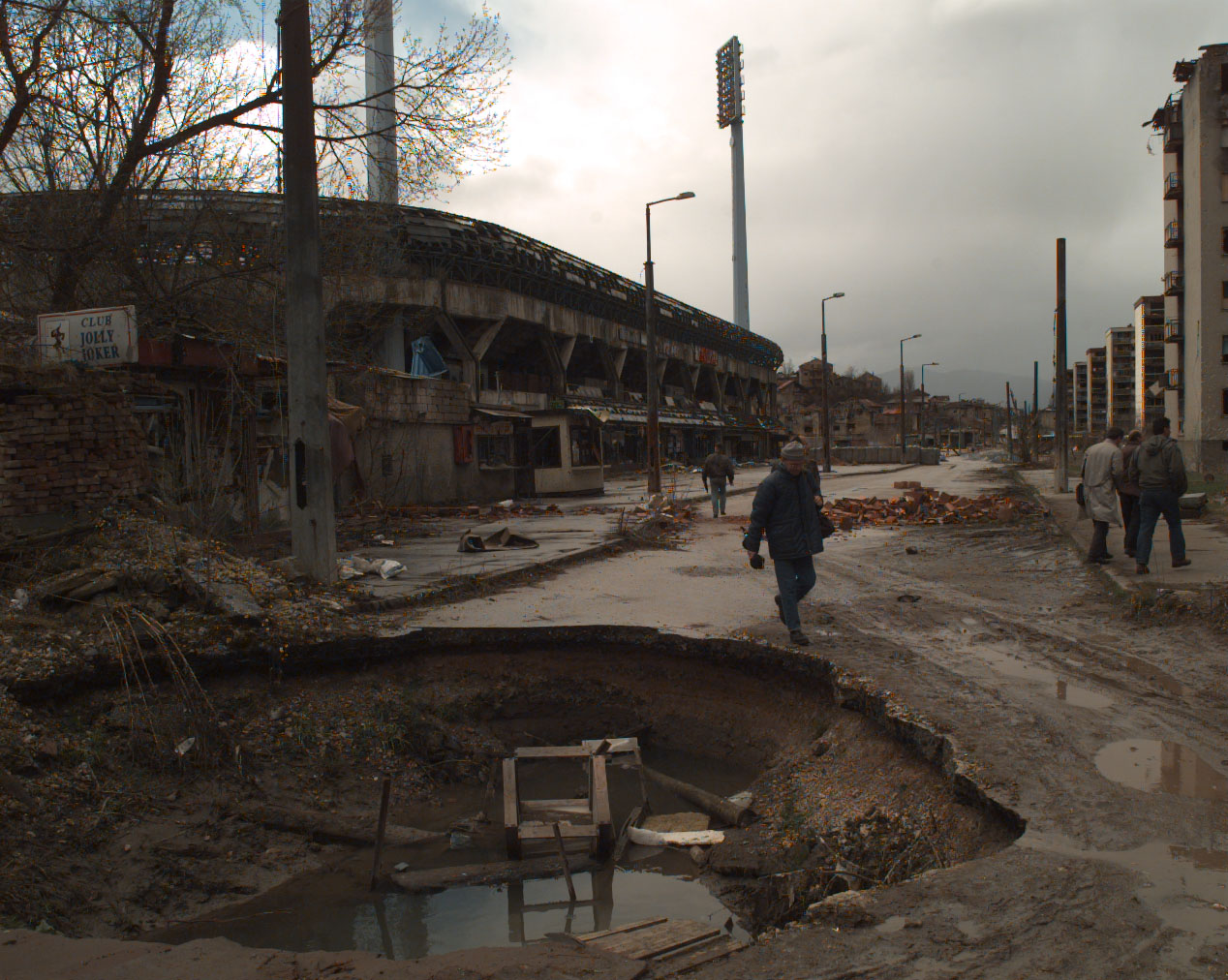
Danni post-bellici nel 1996

Nel 1968 ebbe inizio una lunga parentesi durante la quale lo stadio fu rinnovato. Per questi lavori furono utilizzati circa 50.000 m³ di materiali. Furono inoltre installati i riflettori, vennero creati due campi da gioco minori in prossimità dell'impianto. Lo stadio venne anche dotato di nuovi spogliatoi, docce e altri importanti servizi. Oltre a ciò, fu rimossa la pista di atletica che era già presente nel 1953. La riapertura avvenne circa 8 anni dopo, il 25 aprile 1976.
Il 1986 fu l'anno della costruzione della tribuna nord. Come risultato di questo ampliamento, nell'ottobre 1987 la nazionale jugoslava giocò per la prima volta al Grbavica, vincendo 3-0 una gara delle qualificazioni a Euro 88 contro l'Irlanda del Nord.
Durante la Guerra in Bosnia ed Erzegovina scoppiata nel 1992, lo stadio è stato oggetto di gravi devastazioni: la tribuna ovest per esempio è stata data alle fiamme dai serbo-bosniaci, mentre altre parti dello stadio furono minate. Alla fine del conflitto, il Gbravica venne ristrutturato, anche grazie al lavoro di volontari. La prima partita disputata nell'impianto dopo la fine del conflitto fu simbolicamente il derby contro l'FK Sarajevo. L'incontro si disputò il 2 maggio 1996 (1-1 il risultato finale).
Nel corso degli anni a seguire l'impianto è stato ulteriormente rimodellato.
Il 13 febbraio 2012, dopo una decina di giorni di pesanti nevicate, una parte della copertura della tribuna ovest è crollata a causa di una cattiva manutenzione, della mancata rimozione della neve e anche dei danni risalenti agli anni della guerra.

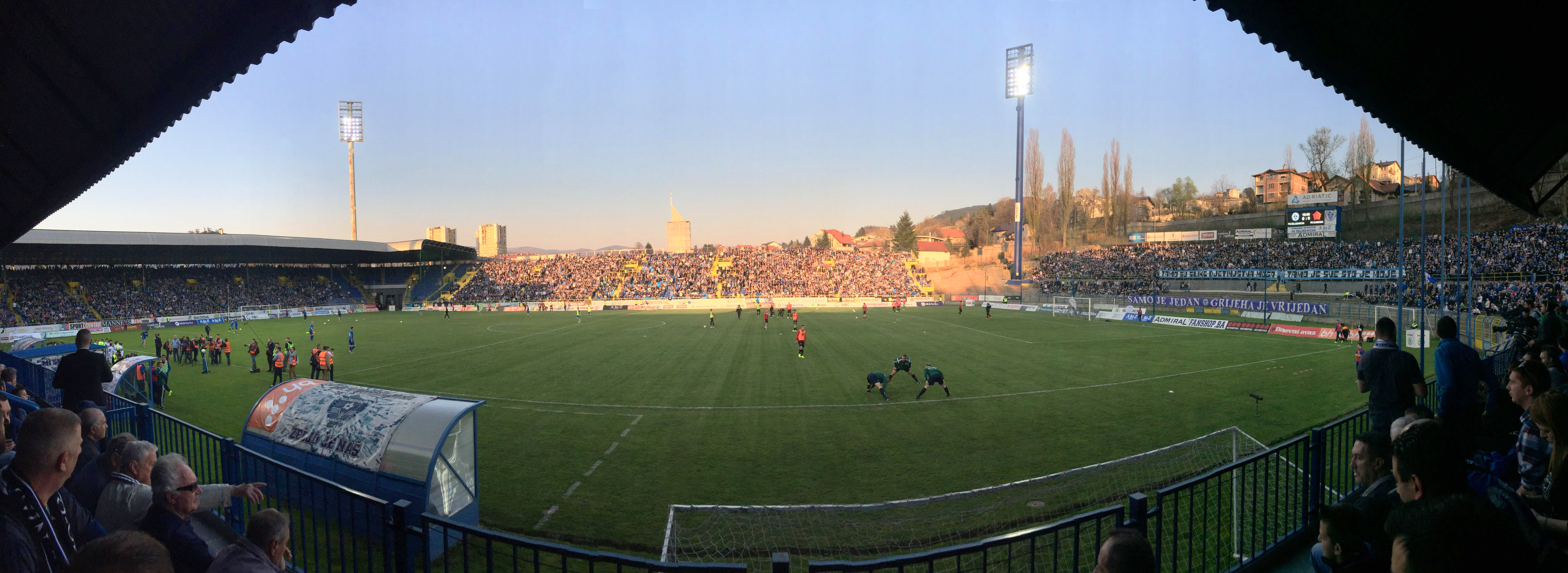
Lo stadio nel 2017

Nell'aprile 2017 sono terminati i lavori di ricostruzione della nuova tribuna est, ora composta da 4650 posti tutti a sedere. La capienza ufficiale è così passata a 13.449 posti.